# Atletismo nos Jogos Pan-Americanos de 1959 - Arremesso de peso masculino
A prova do arremesso de peso masculino nos Jogos Pan-Americanos de 1959 foi realizada em Chicago, Estados Unidos.

## Medalhistas
| Ouro                             | Prata                          | Bronze                         |
| Parry O'Brien USA Estados Unidos | Dallas Long USA Estados Unidos | David Davis USA Estados Unidos |

## Resultados
| Posição           | Nome                 | Nacionalidade      | Marca | Notas |
| ----------------- | -------------------- | ------------------ | ----- | ----- |
| Medalha de ouro   | Parry O'Brien        | USA Estados Unidos | 19.04 |       |
| Medalha de prata  | Dallas Long          | USA Estados Unidos | 18.51 |       |
| Medalha de bronze | David Davis          | USA Estados Unidos | 17.01 |       |
| 4                 | Enrique Helf         | ARG Argentina      | 15.46 |       |
| 5                 | Stan Raike           | CAN Canadá         | 15.23 |       |
| 6                 | Iselino Taborda      | BRA Brasil         | 14.90 |       |
| 7                 | Alcides Dambros      | BRA Brasil         | 14.87 |       |
| 8                 | Leonardo Kittsteiner | CHI Chile          | 14.64 |       |